# Pseuderanthemum pseudovelutinum
Pseuderanthemum pseudovelutinum är en akantusväxtart som beskrevs av André Guillaumin. Pseuderanthemum pseudovelutinum ingår i släktet Pseuderanthemum och familjen akantusväxter. Inga underarter finns listade i Catalogue of Life.